# Triphenylstiban
Triphenylstiban (auch Triphenylantimon) ist eine organische Verbindung, in der drei Phenylgruppen an ein Antimonatom gebunden sind. Es gehört einer Reihe von Verbindungen an, in der drei Phenylgruppen an ein Element der fünften Hauptgruppe gebunden sind. Die anderen Vertreter sind das Triphenylamin, Triphenylphosphan, Triphenylarsan sowie das Triphenylbismutan.

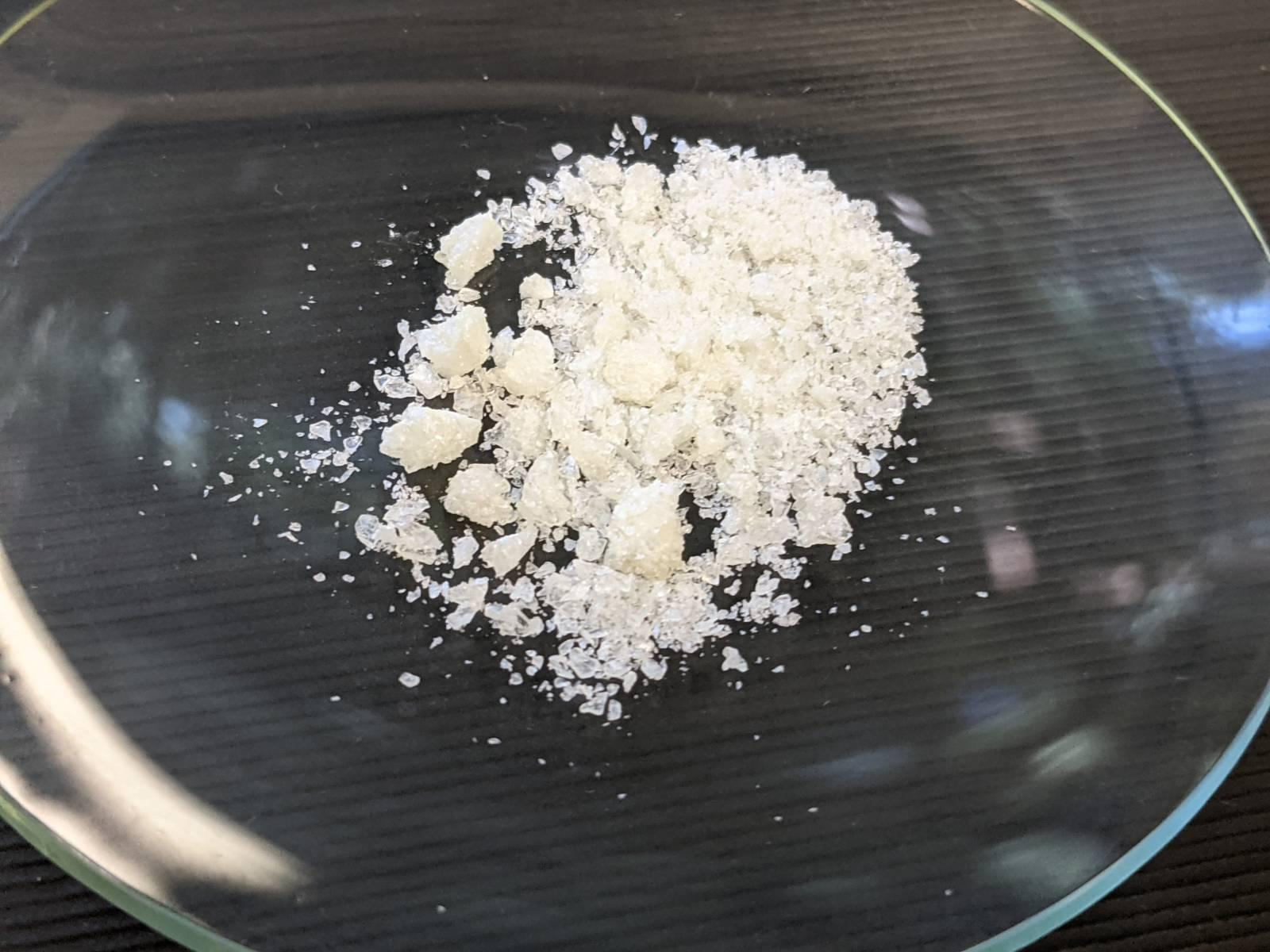
Triphenylstiban

## Herstellung
Triphenylstiban kann ausgehend von Anilin hergestellt werden, indem dieses in Gegenwart von Salzsäure und Antimon(III)-chlorid mit Natriumnitrit diazotiert und anschließend mit Zink umgesetzt wird. Andere Methoden sind die Reaktion unter Erhitzen von Antimon-Pulver mit Phenyllithium in Xylol; mit Lithiumtetraphenylaluminat und Iodbenzol bei 110 °C oder mit Tetraphenylzinn bei 400 °C. Eine weitere Alternative ist die Reaktion von Lithiumantimonid mit Brombenzol.

## Reaktionen
Die Oxidation, zum Beispiel mit Wasserstoffperoxid, ergibt Triphenylstibanoxid. Triphenylstiban eignet sich als Katalysator für Biginelli-Reaktionen. Durch Reaktion von Triphenylstiban mit elementarem Natrium und Tributylzinnchlorid wird Tributyl(diphenylantimonyl)zinn erhalten, dieses kann in einer palladiumkatalysierten Kreuzkupplung mit einem Aryliodid oder Triflat umgesetzt werden, um eine andere, dritte Arylgruppe an das Antimon zu binden. Möglich ist beispielsweise die Reaktion mit 1-Napththyltriflat und entweder Tetrakis(triphenylphosphin)palladium(0) oder Bis(triphenylphosphin)palladium(II)-chlorid als Katalysator.

## Externe Links zu erwähnten Verbindungen
1. ↑  Externe Identifikatoren von bzw. Datenbank-Links zu Lithiumtetraphenylaluminat:  CAS-Nr.: 62126-57-2, PubChem: 21930649, Wikidata: Q131936713.
2. ↑  Externe Identifikatoren von bzw. Datenbank-Links zu Triphenylstibanoxid:  CAS-Nr.: 4756-75-6, PubChem: 78497, Wikidata: Q83070147.
3. ↑  Externe Identifikatoren von bzw. Datenbank-Links zu Tributyl(diphenylantimonyl)zinn:  CAS-Nr.: 101319-95-3, PubChem: 85524803, Wikidata: Q131936791.
4. ↑  Externe Identifikatoren von bzw. Datenbank-Links zu 1-Napththyltriflat:  CAS-Nr.: 99747-74-7, EG-Nr.: 623-315-0, ECHA-InfoCard: 100.152.005, PubChem: 378884, ChemSpider: 335716, Wikidata: Q83128535.